# Gjergj Meta
Gjiergj Meta (Durazzo, 30 aprile 1976) è un vescovo cattolico albanese, dal 15 giugno 2017 vescovo di Rrëshen.

## Biografia
È nato a Durazzo il 30 aprile 1976; ha frequentato il seminario arcivescovile di Bari e il Pontificio Seminario Regionale Pugliese "Pio XI" di Molfetta, in Italia. Il 21 aprile 2001 è stato ordinato sacerdote per l'arcidiocesi di Tirana-Durazzo. Dapprima vicario parrocchiale della concattedrale di Santa Lucia a Durazzo, diviene in seguito vicario parrocchiale della cattedrale di San Paolo a Tirana. Al contempo consegue la licenza in Diritto Canonico alla Pontificia Università Gregoriana di Roma. Nel dicembre 2016 è nominato vicario generale dell'arcidiocesi di Tirana-Durazzo; è anche portavoce della Conferenza Episcopale Albanese.
Il 15 giugno 2017 papa Francesco lo ha nominato vescovo di Rrëshen; ha ricevuto la consacrazione episcopale il successivo 2 settembre da mons. George Anthony Frendo, arcivescovo metropolita di Tirana-Durazzo.
Dal 20 febbraio 2024 è presidente della Conferenza episcopale dell'Albania. Dal 5 febbraio 2018 al 20 febbraio 2024 è stato segretario generale della stessa.

## Genealogia episcopale
La genealogia episcopale è:
- Cardinale Scipione Rebiba
- Cardinale Giulio Antonio Santori
- Cardinale Girolamo Bernerio, O.P.
- Arcivescovo Galeazzo Sanvitale
- Cardinale Ludovico Ludovisi
- Cardinale Luigi Caetani
- Cardinale Ulderico Carpegna
- Cardinale Paluzzo Paluzzi Altieri degli Albertoni
- Papa Benedetto XIII
- Papa Benedetto XIV
- Papa Clemente XIII
- Cardinale Enrico Benedetto Stuart
- Papa Leone XII
- Cardinale Chiarissimo Falconieri Mellini
- Cardinale Camillo Di Pietro
- Cardinale Mieczysław Halka Ledóchowski
- Cardinale Jan Maurycy Paweł Puzyna de Kosielsko
- Arcivescovo Józef Bilczewski
- Arcivescovo Bolesław Twardowski
- Arcivescovo Eugeniusz Baziak
- Papa Giovanni Paolo II
- Arcivescovo Rrok Kola Mirdita
- Arcivescovo George Anthony Frendo, O.P.
- Vescovo Gjergj Meta